# 마쓰다이라 야스노부
마쓰다이라 야스노부(일본어: 松平康信, 1600년 3월 23일 ~ 1682년 7월 17일)는 시모사 사쿠라번 제2대 번주이다. 후에 셋쓰 다카쓰키 번 번주를 거쳐, 단바 사사야마 번의 초대 번주가 된다.
1600년(게이쵸 5년) 3월 23일, 가즈사 고이(五井)의 영주(후에 시모우사 사쿠라 번의 초대 번주)인 마쓰다이라 이에노부의 차남으로 가즈사 고이에서 태어났다. 1601년(게이쵸 6년)에 아버지와 함께 미카와 가타하라 번으로 옮겼다. 1612년(게이쵸 17년)에 종5위하 와카사노카미(若狭守)에 서임된다. 1614년(게이쵸 19년)부터 시작된 오사카 전투에서는, 겨울·여름 모두 도쿠가와 측으로 참가했다.
1638년(간에이 15년), 아버지의 죽음으로 가독을 이어 사쿠라 번의 제2대 번주가 된다. 1640년(간에이 17년) 11월 11일에 셋쓰 다카쓰키 번으로 이봉되었다. 1649년(게이안 2년) 8월 11일에는 1만 4천 석이 가증된 5만 석으로, 단바 사사야마 번으로 이봉되었다. 사사야마 번정(藩政)에서는, 4개년에 걸친 검지(検地)를 실시하여 향촌 제도를 확립하고, 구 세력인 토호를 일소하여 번정을 확립했다. 또, 1666년(간분 6년)에는 단고 미야즈 번 번주 교고쿠 다카쿠니가 가이에키되었을 때 미야즈 성의 수취역을 맡은 것 등으로 인해, 1668년 2월 10일(간분 7년 12월 28일)에 종4위하로 승서(昇叙)되었다.
1669년(간분 9년) 10월 23일, 노령을 이유로 가독을 장남 스케노부에게 물려주고 은거한다. 그러나 스케노부가 1672년(간분 12년)에 요절했기 때문에, 손자 마쓰다이라 노부토시를 제3대 번주로 옹립하고, 자신은 후견인으로서 번정을 맡았다. 하지만 노부토시도 요절했기 때문에, 노부토시의 동생인 마쓰다이라 노부쓰네를 새로 옹립하여, 1682년(덴나 2년) 7월 17일 향년 83세로 죽을 때까지 번정을 맡았다.
| 전임 마쓰다이라 이에노부 | 제7대 가타노하라 마쓰다이라가 당주 1638년 ~ 1669년 | 후임 마쓰다이라 스케노부 |

| 전임 마쓰다이라 이에노부 | 제2대 사쿠라번 번주 (가타노하라 마쓰다이라가) 1638년 ~ 1640년 | 후임 막부령(홋타 마사모리) |

| 전임 오카베 노부카쓰 | 다카쓰키 번 번주 (가타노하라 마쓰다이라가, 재봉) 1640년 ~ 1649년 | 후임 나가이 나오키요 |

| 전임 마쓰다이라 다다쿠니 | 제1대 사사야마 번 번주 (가타노하라 마쓰다이라가) 1649년 ~ 1669년 | 후임 마쓰다이라 스케노부 |